# Chivilcoy
Chivilcoy är en kommunhuvudort i Argentina.   Den ligger i provinsen Buenos Aires, i den centrala delen av landet, 150 km väster om huvudstaden Buenos Aires. Chivilcoy ligger 60 meter över havet och antalet invånare är 54 514.
Terrängen runt Chivilcoy är mycket platt.
Trakten runt Chivilcoy består till största delen av jordbruksmark. Runt Chivilcoy är det ganska glesbefolkat, med 30 invånare per kvadratkilometer.